# Macudo
Macudo (japonsky 松戸市) je město v prefektuře Čiba v Japonsku. V roce 2017 mělo zhruba 488 tisíc obyvatel.

## Poloha a doprava
Macudo leží na ostrově Honšú u ústí řeky Edo do řeky Tone, přítoku Tokijského zálivu. Leží severně od Funabaši, severně od Misata, jižně od Nagarejamy a severovýchodně od Tokia. Protože se nachází přímo u západního okraje prefektury Čibo, sousedí na jihozápadě s Kacušikou v prefektuře Tokio a na severozápadě s Misatem v prefektuře Saitama. Zbylé hranice Macuda jsou v rámci prefektury Čiba: Na severu s Nagarejamou, na východě s Kašiwou, na jihovýchodě s Kamagajou a na jihu s Ičikawou.
Přes Macudo prochází dálnice 6, která přichází od jihovýchodu z Tokia a pokračuje na sever přes Mito, Iwaki a Sómu do Sendai v oblasti Tóhoku. Železniční spojení zajišťované JR East probíhá po tratích Fučú – Funabaši (do Funabaši, Saitamy a Fučú) a
Nippori – Iwanuma (směr Taitó nebo směr Sendai).

## Dějiny
V období Edo bylo Macudo významným přístavem.
Moderní status města získalo Macudo v roce 1943.

### Rodáci
- Naoko Jamazakiová (* 1970), kosmonautka
- Čika Hiraoová (* 1996) – fotbalistka

## Partnerská města
- Box Hill, Austrálie (12. květen 1971)